# Uroš Kovačević
Uroš Kovačević (serbisch-kyrillisch Урош Ковачевић; * 6. Mai 1993 in Kraljevo, Bundesrepublik Jugoslawien) ist ein serbischer Volleyballspieler.

## Karriere
Kovačević begann seine Karriere 2003 bei Ribnica Kraljevo. 2010 wechselte er zum slowenischen Erstligisten ACH Volley Ljubljana. 2011 siegte der Außenangreifer mit dem serbischen Nachwuchs bei der Weltmeisterschaft und der Europameisterschaft der Jugend; dabei wurde er als wertvollster Spieler ausgezeichnet. Im gleichen Jahr spielte er mit der A-Nationalmannschaft bei der Europameisterschaft und gewann dort im Finale gegen Italien ebenfalls den Titel. Wegen dieser Erfolge wurde er vom Olympischen Komitee als bester junger Sportler geehrt. 2012 stand Uroš Kovačević gemeinsam mit seinem älteren Bruder Nikola im offiziellen Kader der Serben für die Olympischen Spiele in London und wurde Neunter. Anschließend wechselte er nach Italien zu Pallavolo Modena, wo er 2015 den italienischen Pokal gewann. Mit Blu Volley Verona gewann Kovačević 2016 den europäischen Challenge Cup. Nach einem kurzen Gastspiel bei Al-Arabi Doha und Platz eins in der Weltliga mit der Nationalmannschaft kehrte er im September 2016 zurück zu Blu Volley Verona.